# Тин (Жетисайський район)
Тин (каз. Тың) — село у складі Жетисайського району Туркестанської області Казахстану. Входить до складу Макталинського сільського округу.
У радянські часи село називалось Отділення № 3 совхоза Махтали.
Населення — 832 особи (2021; 699 у 2009, 264 у 1999, 422 у 1989).